# Десятихатники

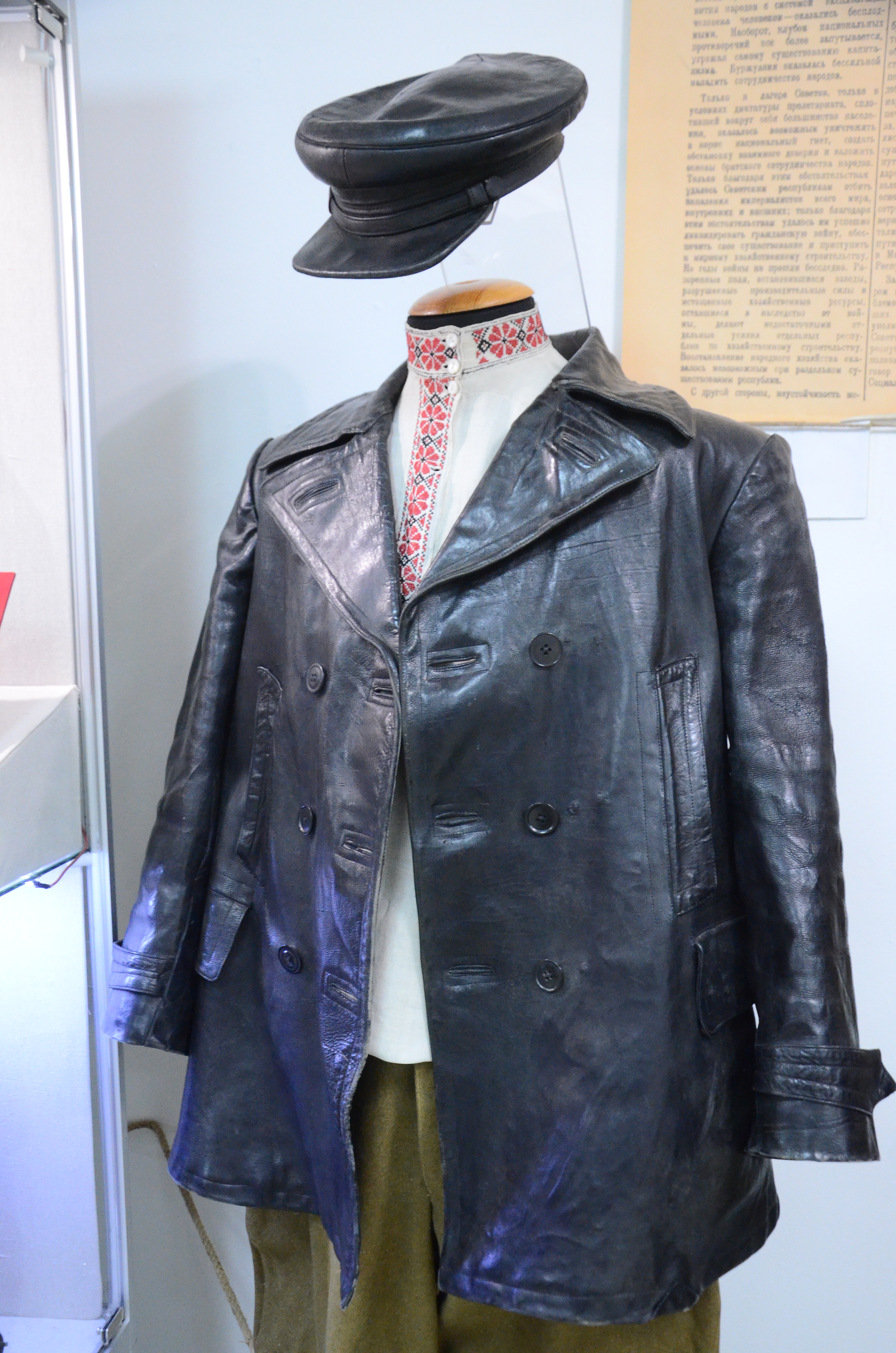
Одежда десятихатника — кожаная куртка и кепка

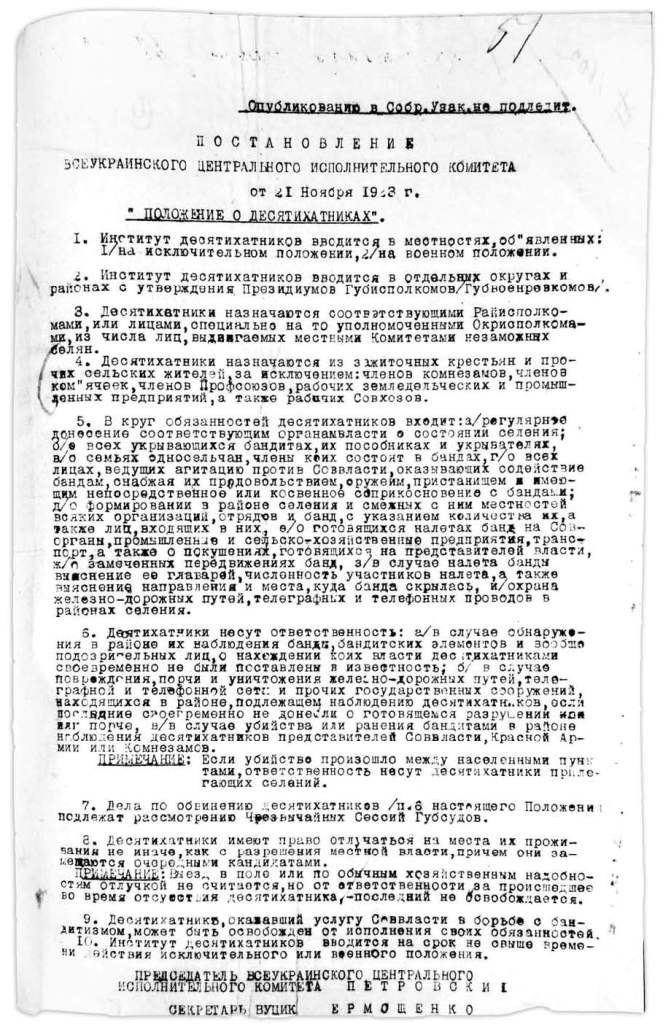
Постановление ВУЦИК от 21 ноября 1923 года об утверждении «Положения о десятихатниках» (ДАЖО Р–28, оп. 6, дело. 38, лист 51.)

Десятихатники (пятихатники) — специально назначенные лица из местных жителей, которые были обязаны надзирать за своими соседями и регулярно доносить об их подозрительных действиях соответствующим органам власти в местностях, в которых было объявлено исключительное или военное положение на Украине, согласно постановлению ВУЦИК об утверждении «Положения о десятихатниках» от 21 ноября 1923 года. Постановление опубликованию не подлежало.

## Ответственность десятихатников
Согласно постановлению ВУЦИК об утверждении «Положения о десятихатниках» от 21 ноября 1923 года десятихатники несли ответственность:
- При обнаружении в районе их надзора банд, бандитских элементов и вообще подозрительных лиц, о наличии которых власти десятихатниками не были поставлены в известность;
- В случае повреждения, порчи и уничтожения железнодорожных путей, телефонной сети и других государственных сооружений, находящихся в районе, подлежащей наблюдению десятихатников, если они вовремя не донесли об этом;
- В случае убийства или ранения бандитами в районе наблюдения десятихатников представителей советской власти, Красной армии или комбедов.

Если убийство происходило между населенными пунктами, то ответственность несли десятихатники прилегающих районов.